# Hord
Hord est un groupe de heavy metal français, originaire de Nîmes et Montpellier. Formé en 2002, le groupe pratique un style de metal éclectique ouvert à d'autres genres musicaux comme le rock, le post-rock, l'électro et la world music. Le groupe se sépare en décembre 2014, en plein enregistrement de leur quatrième album The Genesis Tales 1.

## Biographie

### Débuts et premier album (2002-2007)
Le groupe est formé en 2002, entre Nîmes et Montpellier, et pratique alors un style nu metal et thrash metal lourd, teinté de metal industriel et de cyber metal, influencé par des groupes comme Fear Factory, Mnemic, Strapping Young Lad et Soilwork. Entre 2002 et 2005, le groupe enregistre ses premières démos. La formation est alors constituée de Laurent « Styx » Py (chant), Luc (guitare), Moerty (guitare), Kristen (basse), Vincent Barnavol (batterie) et Hadrien aka « DjFat » (DJing, samples, machines).
En 2006, le groupe est repéré par Patrick Liotard, guitariste et producteur du groupe de metal industriel français Polarbitch. La même année, le groupe sort son premier album sur le label Why Note/Nocturne, Reborn from Chaos. L'album reçoit un accueil contrasté, mais le groupe est placé parmi les espoirs et les valeurs montantes du metal français, et se voit comparé à des formations comme Mnemic, Strapping Young Lad et Gojira pour son style énergique, technique et extrême, comme dans le magazine Hard N’ Heavy, en décembre 2006 : « Reborn from Chaos entasse les doigts dans le nez les trois quarts des productions dans le créneau, quelle que soit l’ancienneté de leurs géniteurs » ; ou encore dans le magazine Guitar Part, en janvier 2007, Hord officie dans un style « cybermetalcore, au carrefour entre les premiers Pantera et Strapping Young Lad » et ajoute que « techniquement, rythmiquement, vocalement, tout est parfaitement en place et bien foutu ».
Après la sortie du disque, Hord part sur les routes de France et acquiert une bonne réputation scénique en assurant notamment des premières parties de groupes comme Fear Factory, Misery Index, Punish Yourself et Black Bomb A.

### The Waste Land(2009-2012)
En 2009, après quelques changements dans la formation, et notamment les départs de Styx (chant) et de Luc (guitare), remplacés par Jonathan Devaux au poste de guitariste-chanteur, Hord entre en studio au Split Second Sound, à Amsterdam, pour enregistrer avec le producteur hollandais Jochem Jacobs (guitariste du groupe Textures), son nouvel album intitulé The Waste Land. Alors sans label ni distributeur, le groupe décide de sortir l'album en autoproduction le 13 novembre 2010, en contournant les circuits traditionnels de ventes physiques. The Waste Land voit ainsi le jour sous la forme d'un digipack collector à tirage limité avec un artwork réalisé par un collectif d'artistes suédois et français : Jakob Arevarn, David Lundmark, David Sandberg, Par Oloffson et Colin Vauthier ; et sous forme numérique sur les plateformes de téléchargement légal.
Album-concept alliant musique, poésie, arts visuels et arts graphiques, inspiré par la littérature postmoderne et le cinéma post-apocalyptique, The Waste Land reçoit un très bon accueil dans la presse spécialisée et se hisse même sur le podium des meilleurs albums de metal français de l’année dans de nombreux webzines. Pour Grégory Godin, du magazine Hard Rock, The Waste Land est « un album en tout point remarquable : mature, original, réfléchi. […] une vraie révélation[…] une référence du metal français des années 2010 » (9,5/10).
Entre 2010 et 2012, Hord transforme l’essai en multipliant les concerts, notamment avec Sybreed, Sepultura, Babylon Pression, Mercyless, Anonymus, les tremplins, les participations à des festivals comme le Chaulnes Metal Fest, les compilations, notamment deux sur des labels américains, et des projets de collaboration : le guitariste-chanteur de Hord, Jonathan Devaux, enregistre des voix pour le jeu vidéo ZombiU d'Ubisoft pour la nouvelle console Wii U de Nintendo.

### The Book of Eliot(2012-2014)
Après deux années passées sur les routes, Hord signe sur le label Send the Wood Music, puis entre en studio chez son guitariste Jonathan Devaux, en septembre 2012, pour composer et enregistrer la suite de The Waste Land intitulée The Book of Eliot et s’attache les services du producteur suédois Magnus Lindberg (batteur et producteur du groupe suédois Cult of Luna) pour le mixage et le mastering. L’album sort dans un premier temps en avril 2013 sur le label Send the Wood Music, avec une distribution numérique par The Orchard, puis ressort en octobre de la même année, dans une nouvelle version distribuée physiquement en France par Season of Mist et à l’étranger par Plastic Head Music Distribution. The Book of Eliot est le dernier volet du diptyque commencé avec le précédent opus. On y retrouve le personnage de The Waste Land, Eliot, au crépuscule de sa vie, laissant derrière lui, en guise de testament, son journal intime, livre en lambeaux contenant ses souvenirs et réflexions sur l’humanité, photos, citations, collages, guenilles de son existence solitaire, après avoir mystérieusement survécu à l’Apocalypse dont il semble porter le fardeau. Comme son prédécesseur, The Book of Eliot bénéficie d’un artwork créé par l’équipe suédoise composée de Jakob Arevarn, Jacob Petersson et David Lundmark. L’univers d’Eliot est par ailleurs mise en image, en lumière et en mouvement par Guillaume Picq, au travers d’un clip pour le titre At the Gate.
Pour Charlélie Arnaud du magazine Rock Hard, « The Book of Eliot adoube Hord pour de bon et le classe parmi les vraies valeurs sûres du paysage métallique français, au même titre qu'Hacride ou Trepalium ». Pour Fabrice Cassaro de Metallian Magazine, The Book of Eliot est une « véritable bouffée d'air frais dans le style et à la richesse musicale certaine et intelligente […], nul doute que Hord va devenir rapidement l'un des leaders de la scène metal française ». Pour Christophe Darras de Metaluna Magazine, « The Book of Eliot est de ces livres qui laissent pensif et triste lorsqu'on en achève la lecture, et ne donnent qu'une envie, s'y replonger illico ».
Après une série de concerts, notamment à l’Euroblast Festival, à Cologne, en Allemagne, en octobre 2013, et en tête d’affiche du Bol d'or 2014, sur la scène du circuit de Nevers Magny-Cours, Hord annonce son entrée en studio fin 2014 pour produire un nouvel album qui devait voir le jour au printemps 2015. Entre-temps, le groupe annonce sur sa page Facebook sa séparation après douze années d'activité.

## Membres

### Derniers membres
- Vincent Barnavol - batterie, chœurs, programmation (2002-2014)
- Jonathan Devaux - chant, guitare (2007-2014)
- Moerty Fooley - guitare (2002-2014)
- Kristen Schwartz - basse (2004-2014)
- Hadrien Tourrenc - chant, programmation (2004-2014)

### Anciens membres
- Laurent Styx Py - chant
- Luc Wood - guitare
- Mike - guitare

## Clips vidéos
- The Waste Land (Pt. 1) & (Pt. 2), réalisé par Anthony Dubois
- At the Gate, réalisé par Guillaume Picq
- Landscape with the Fall of Icarus, réalisé par DRK PIXS Productions

## Endorsements
- Vincent Barnavol, batteur de Hord, mais aussi du groupe de rock progressif français Lazuli et Professeur de Musiques actuelles au Conservatoire de Nîmes, est endorsé par les marques DW Drums, Paiste[10] et MalletKat.
- Jonathan Devaux et Moerty Fooley sont endorsés par les marques Schecter et Ernie Ball
- Jonathan Devaux, Moerty Fooley et Kristen Schwartz sont endorsés par la marque Two notes Audio Engineering